# Višnuizam
Višnuizam (vaišnavizam; वैष्णवसम्प्रदायः) jedna je od glavnih i najveća hinduistička sekta (2020.). Druge velike sekte jesu šivaizam i šaktizam.
U višnuizmu, bog Višnu jest Vrhovno Biće — glavno božanstvo. Višnu je jedan od Trimurtija te ga smatraju održavateljem svijeta. Višnuizam uključuje tradicije zvane krišnaizam i ramaizam, koje pridaju veliku važnost Krišni i Rami. Hinduisti vjeruju da bog Višnu uzima oblike, avatare, kako bi se obznanio ljudima i spasio svemir. Višnu je obično prikazan kao čovjek plave kože, a u drevno doba bio je božanstvo povezano sa Suncem.
Vjeruje se da je višnuizam spoj raznih kultova, uključujući Narayanin kult, kao i kult Vasudeve-Krišne. Sam Višnu spomenut je u svetim spisima Vedama. Višnu je poznat i kao Hari.
Tekstovi Bhagavad Gita (dio epa Mahabharate) i Bhagavata Purana iznimno su važni u višnuizmu.